# Brusno (Slowakei)
Brusno (slowakisch 1960–1973 „Hronov“; ungarisch Borosznó – bis 1888 Brusznó) ist eine Gemeinde in der Mitte der Slowakei, mit 2122 Einwohnern (Stand 31. Dezember 2024). Sie liegt im Osten des Okres Banská Bystrica, der zum Banskobystrický kraj gehört.

## Geographie

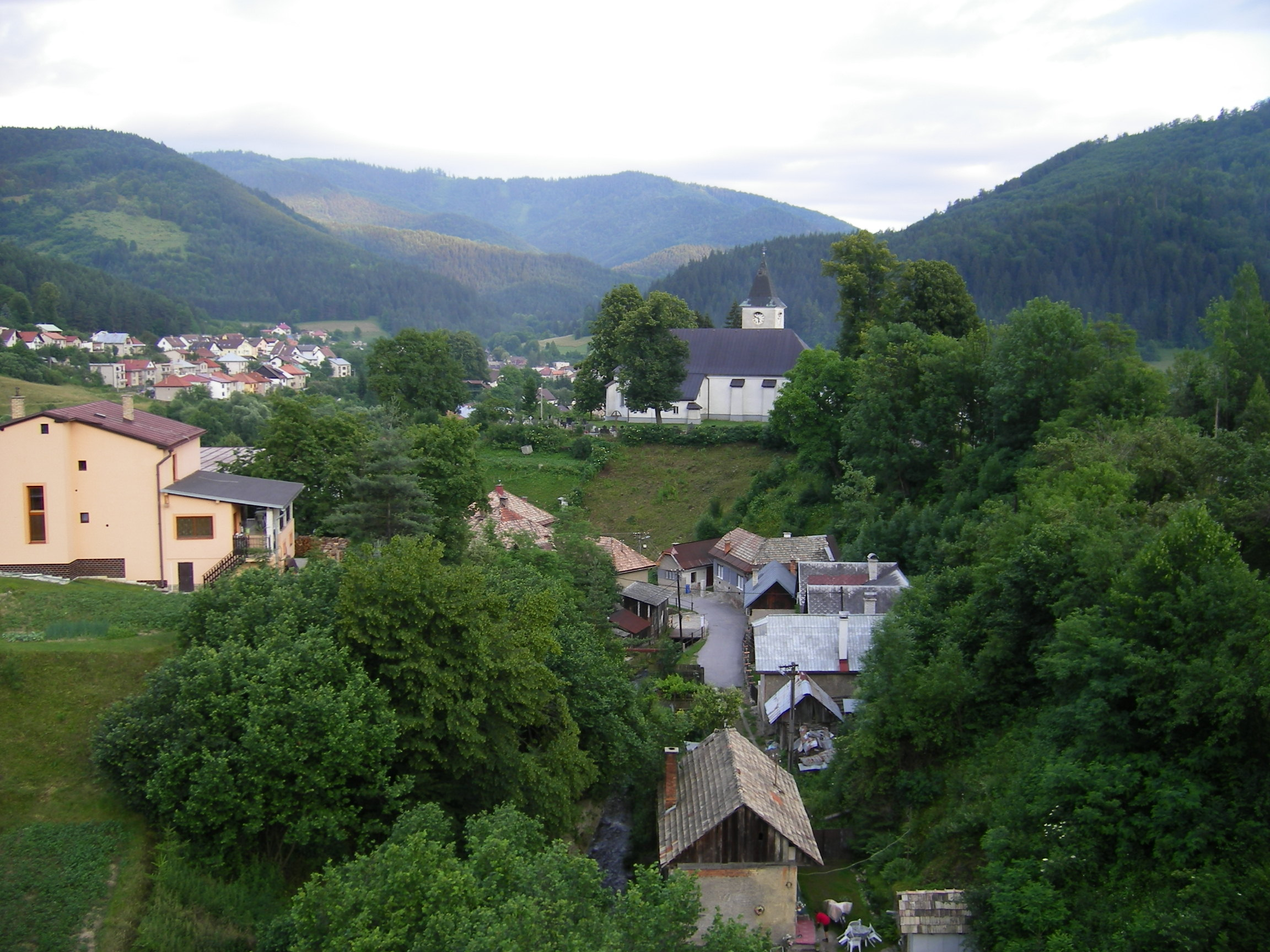
Blick auf den Ort von der Hauptstraße 66

Brusno liegt in der Region Horehronie (Oberes Grantal) an beiden Ufer des Flusses Hron (deutsch Gran), der hier die rechtsseitige Sopotnica und die linksseitige Brusnianka aufnimmt. Die Gemeinde liegt im engen Tal zwischen der Niederen Tatra im Norden und Poľana im Süden. Das Ortszentrum ist 20 Kilometer von Banská Bystrica und 23 Kilometer von Brezno entfernt.
Verwaltungstechnisch gliedert sich die Gemeinde in Gemeindeteile Brusno, Brusno-kúpele und Ondrej nad Hronom (1960 eingemeindet).

## Geschichte

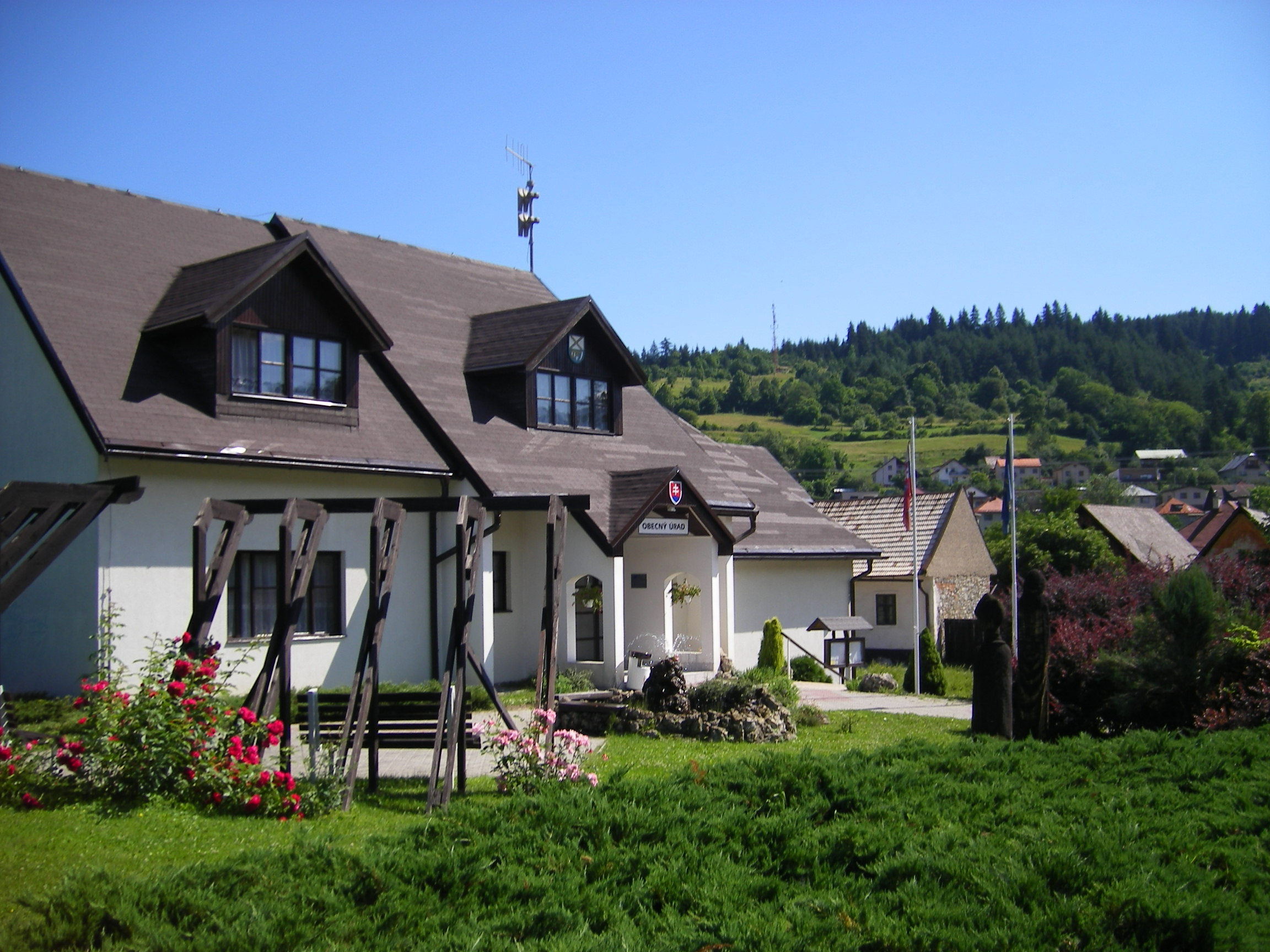
Das Gemeindeamt

Brusno mit dem benachbarten Ondrej nad Hronom wurden 1424 zum ersten Mal als villa utraque Zenthandras, also beide Sankt-Andreas-Orte, schriftlich erwähnt und waren Untertanorte des Herrschaftsgut der Burg Liptsch, in deren Landwirtschaft dominant war. 1441 wird Brusno als Bruzno und Ondrej nad Hronom als villa Sancti Andree erwähnt. Versuche um ein langfristiges Bergbauwerk scheiterten bereits im Mittelalter. Ein typischer Beruf war Hausierer, daneben auch Holzfäller, Schäfer und Arbeiter. 1828 gab es in Brusno 77 Häuser und 581 Einwohner, in Ondrej nad Hronom 105 Häuser und 760 Einwohner. Einen neuen Impuls für die Entwicklung gab die „Entdeckung“ der Mineralquellen im frühen 19. Jahrhundert, die wohl aber schon früher bekannt waren und das erste Kurhaus wurde 1837 fertiggestellt.
Bis 1918 gehörte beide Orte im Komitat Sohl zum Königreich Ungarn und kamen danach zur Tschechoslowakei. 1960 vereinigten sich Brusno und Svätý Ondrej nad Hronom, wie der Ort damals hieß, zur Gemeinde Hronov, die aber 1973 den Namen Brusno bekam.

## Bevölkerung
| Jahr                | 1994 | 2004    | 2014    | 2024    |
| ------------------- | ---- | ------- | ------- | ------- |
| Anzahl der Personen | 2081 | 2114    | 2145    | 2122    |
| Unterschied         |      | +1,58 % | +1,46 % | −1,07 % |

| Jahr                | 2023 | 2024    |
| ------------------- | ---- | ------- |
| Anzahl der Personen | 2126 | 2122    |
| Unterschied         |      | −0,18 % |

## Sehenswürdigkeiten
- römisch-katholische Andreaskirche, ursprünglich aus dem 15. Jahrhundert, in den Jahren 1744–1746 vergrößert und barockisiert
- Gebäuden im Jugendstil im Kurort aus dem Jahr 1910

## Verkehr
Brusno hat Anschluss an die Bahnstrecke Zvolen–Červená Skala durch die Haltestelle Brusno und befindet sich an der Hauptstraße 66.